# Hermannus Faukelius
Hermannus Faukelius (Brugge, ca. 1560 – Middelburg, 9 mei 1625) was een predikant en theoloog actief in de Lage Landen.

## Biografie
Faukelius werd in Brugge geboren uit gereformeerde ouders van de eenvoudige burgerstand. In 1580 ging hij naar de Illustere school in Gent, waar hij theologie en oosterse talen ging studeren. Hij zette in 1583 deze studies voort in Leiden. In 1585 werd hij predikant in Keulen (stad). Zijn bruiloft in 1587, met Elisabeth Delynck van Ronse, kon vanwege de vervolgingen niet openbaar worden voltrokken. In 1599 werd Faukelius predikant in Middelburg. Tijdens zijn Middelburgse periode is hij korte tijd predikant geweest in Maurits’ leger. Hij verwierf in Zeeland groot gezag en is meerdere malen praeses en assessor van de provinciale synode geweest. Faukelius was een overtuigd contraremonstrant en bestreed namens de Zeeuwse kerken de Arminianen flink tijdens de praeparatorius van 1607. In 1608 schreef hij het Kort Begrip, dat in 1611 werd uitgegeven. In 1618 werd hij afgevaardigd naar de nationale synode te Dordrecht, waar hij samen met Jacobus Rolandus tot Assessor werd benoemd. Ook werd hij aangewezen als een van de vertalers van het Nieuwe Testament. Faukelius maakte na de synode deel uit van de delegatie die de magistraat van Dordrecht bedankte voor de gastvrijheid en de Staten-Generaal voor de aan de kerk bewezen weldaden. Op 9 mei 1625 overleed Faukelius in Middelburg. Op 12 mei werd hij in de Oude Kerk in die plaats begraven.
- Biografisch Portaal: 76263416
- Gemeinsame Normdatei: 119669447
- International Standard Name Identifier: 0000 0000 1226 5971
- Library of Congress Control Number: no2018106474
- Nederlandse Thesaurus van Auteursnamen: 068979932
- Virtual International Authority File: 54962497
- WorldCat: E39PBJfmtXVYgfqRqvBRGgqYT3